# Leichtathletik-Länderkampf der Frauen 1958 Niederlande – BR Deutschland
| 6. Leichtathletik-Länderkampf mit bundesdeutscher Beteiligung 1958 | 6. Leichtathletik-Länderkampf mit bundesdeutscher Beteiligung 1958 |               |
| ------------------------------------------------------------------ | ------------------------------------------------------------------ | ------------- |
|                                                                    |                                                                    |               |
| Ländervergleich der Frauen: Niederlande – BR Deutschland           |                                                                    |               |
| Austragungsort                                                     | Nijmwegen                                                          |               |
| Wettbewerbe                                                        | 11                                                                 |               |
| Datum                                                              | 27. Juli 1958                                                      |               |
| 1. FRG 2. NLD                                                      | 70 Punkte 44 Punkte                                                |               |
| Chronik                                                            |                                                                    |               |
| ← NLD-FRG (M)                                                      | SUI-FRG (M) →                                                      | SUI-FRG (M) → |

Der sechste Vergleich des Leichtathletik-Länderkämpfe mit bundesdeutscher Beteiligung 1958 war ein Länderkampf der Frauen gegen die Niederlande, der am 27. Juli gemeinsam mit den Männern in der niederländischen Stadt Nijmwegen ausgetragen wurde. Die Wertungen erfolgten allerdings getrennt. Zum neunten Mal trafen die deutschen Leichtathletinnen auf diesen Gegner.

## Wettbewerbe und Modus
Im Gegensatz zu den Männern traten in der Veranstaltung der Frauen wie gewohnt zwei Vertreterinnen pro Team und Disziplin an. Auf dem Programm standen wieder alle neun der damals olympischen Frauendisziplinen. Darüber hinaus wurden zwei weitere Wettbewerbe ausgetragen: Es gab Rennen über 400 Meter (ins olympische Programm der Frauen aufgenommen im Jahr 1964) und 800 Meter (olympisch für Frauen ab 1960). In den Einzeldisziplinen wurde nach dem Standardsystem gewertet, in der Staffel mit drei zu eins Punkten.

## Ergebnis
Die Niederländerinnen entschieden mit dem 100- und 200-Meter-Lauf (jeweils mit Doppelerfolgen) und der 4-mal-100-Meter-Staffel drei Wettbewerbe für sich. Alle anderen Disziplinen gingen an die bundesdeutschen Sportlerinnen, sieben davon mit Doppelerfolgen. So setzte sich die Bundesrepublik Deutschland wieder klar durch und gewann mit siebzig zu 44 Punkten.

## Resultate

### 100 m
| Platz | Athletin           | Land | Zeit (s) |
| ----- | ------------------ | ---- | -------- |
| 1     | Hannie Bloemhof    | NLD  | 11,8     |
| 2     | Ine ter Laak-Spijk | NLD  | 12,2     |
| 3     | Christiane Voß     | FRG  | 12,3     |
| 4     | Brunhilde Hendrix  | FRG  | 12,5     |

### 200 m
| Platz | Athletin        | Land | Zeit (s) |
| ----- | --------------- | ---- | -------- |
| 1     | Hannie Bloemhof | NLD  | 24,6     |
| 2     | Ria van Kuyk    | NLD  | 24,9     |
| 3     | Maren Collin    | FRG  | 25,7     |
| 4     | Helga Sträter   | FRG  | 26,0     |

### 400 m
| Platz | Athletin                 | Land | Zeit (s) |
| ----- | ------------------------ | ---- | -------- |
| 1     | Maria Jeibmann           | FRG  | 57,3     |
| 2     | Ulrike Lehr              | FRG  | 58,1     |
| 3     | Corrie Bekker            | NLD  | 58,5     |
| 4     | Sietske Rijpstra-Jeltema | NLD  | 59,2     |

### 800 m
| Platz | Athletin          | Land | Zeit (min) |
| ----- | ----------------- | ---- | ---------- |
| 1     | Ariane Döser      | FRG  | 2:13,0     |
| 2     | Margarete Buscher | FRG  | 2:14,2     |
| 3     | Gerda Kraan       | NLD  | 2:15,0     |
| 4     | Marie Poissonnier | NLD  | 2:30,3     |

### 80 m Hürden
| Platz | Athletin             | Land | Zeit (s) |
| ----- | -------------------- | ---- | -------- |
| 1     | Anneliese Karl       | FRG  | 11,1     |
| 2     | Renate Junker        | FRG  | 11,4     |
| 3     | Wil Bakker-Cysouw    | NLD  | 11,5     |
| 4     | Corrie van den Bosch | NLD  | 11,7     |

### 4 × 100 m Staffel
| Platz | Besetzung      | Land                                                           | Zeit (s) |
| ----- | -------------- | -------------------------------------------------------------- | -------- |
| 1     | Niederlande    | Hannie Bloemhof Ine ter Laak-Spijk Joke Bijleveld Ria van Kuyk | 47,1     |
| 2     | BR Deutschland | Christiane Voß Brunhilde Hendrix Maren Collin Anni Biechl      | 47,5     |

### Hochsprung
| Platz | Athletin     | Land | Höhe (m) |
| ----- | ------------ | ---- | -------- |
| 1     | Inge Kilian  | FRG  | 1,62     |
| 2     | Nel Zwier    | NLD  | 1,62     |
| 3     | Ilia Hans    | FRG  | 1,57     |
| 4     | Dinie Hobers | NLD  | 1,57     |

### Weitsprung
| Platz | Athletin       | Land | Weite (m) |
| ----- | -------------- | ---- | --------- |
| 1     | Erika Fisch    | FRG  | 5,76      |
| 2     | Helga Hoffmann | FRG  | 5,65      |
| 3     | Mieke Schenk   | NLD  | 5,61      |
| 4     | Nel Zwier      | NLD  | 5,19      |

### Kugelstoßen
| Platz | Athletin             | Land | Weite (m) |
| ----- | -------------------- | ---- | --------- |
| 1     | Marianne Werner      | FRG  | 14,94     |
| 2     | Mathilde Hartl       | FRG  | 14,11     |
| 3     | Dinie Hobers         | NLD  | 13,02     |
| 4     | Corrie van den Bosch | NLD  | 12,98     |

### Diskuswurf
| Platz | Athletin             | Land | Weite (m) |
| ----- | -------------------- | ---- | --------- |
| 1     | Kriemhild Hausmann   | FRG  | 53,89     |
| 2     | Gudrun Kapolke       | FRG  | 48,75     |
| 3     | Corrie van den Bosch | NLD  | 43,62     |
| 4     | Corry Huygen         | NLD  | 43,14     |

### Speerwurf
| Platz | Athletin          | Land | Weite (m) |
| ----- | ----------------- | ---- | --------- |
| 1     | Jutta Neumann     | FRG  | 51,93     |
| 2     | Almut Brömmel     | FRG  | 51,77     |
| 3     | Wil van Montfoort | NLD  | 42,50     |
| 4     | Margreet van Zelm | NLD  | 41,64     |